# Лангер, Валериан Платонович
Валериан Платонович Лангер (1802 — после 1865) — русский художник-акварелист, рисовальщик, литограф и теоретик искусства, переводчик и литератор.

## Биография
Валериан Лангер родился в России в 1802 году в семье выходцев из Германии. Воспитывался в Императорском Царскосельском лицее второго выпуска (1812—1820). Друг А. С. Пушкина. Член Общества поощрения художников. С 1841 года почётный вольный общник Императорской Академии художеств и чиновник особых поручений при министре народного просвещения. В 1827 году путешествовал по Италии.
В качестве рисовальщика и литографа Лангер выполнил множество литографированных портретов, пейзажей, книжных украшений.
Он является автором серии литографированных альбомов с видами Царского села (1820). Директор Царскосельского лицея Е. А. Энгельгардт представил царской фамилии через князя А. Н. Голицына несколько экземпляров видов Царского Села, изданных и литографированных Лангером, за что Лангер получил от государя бриллиантовый перстень; от императрицы золотые часы и от великого князя тоже часы с цепочкой.
Лангер выполнял рисунки обложек и фронтисписов многих русских периодических изданий. Он автор фронтисписов альманаха «Северные цветы» за последние шесть лет (с 1827 по 1832 годы), «Арион», «Подснежник», «Памятник Искусств»). Выполнил портреты Д. В. Давыдова (в ГМИИ находится гравюра А. Афанасьева с картины Лангера) и С. Н. Глинки. Ему же принадлежит карандашный портрет Антона Дельвига, литографированный для альманаха «Царское село» 1830 года. Им были выполнены две иллюстрации для «Памятника Искусств» (1842) (коллекция Е. Е. Рейтерн): «Златые врата» и «Аскольдова могила».

## Лангер как теоретик искусства и государственный цензор печати
В 1854—1855 годах В. П. Лангер читал лекции по теории изящных искусств в Александровском Лицее. Он был автором статей по искусству в издании Дельвига «Литературная газета» 1830 года.
В качестве популяризатора классицистической эстетики, переводчика и теоретика искусства Лангер наиболее известен своим переводом на русский язык сочинения теоретика итальянского неоклассицизма Франческо Милициа «Об искусстве видения изящного искусства, основанного на рисунке в соответствии с принципами Зульцера и Менгса» (Dell’arte di vedere nelle belle arti del disegno secondo i principi di Sulzer e di Mengs. Венеция, 1781. Генуя, 1786).
В 1842 году Лангер закончил собственное сочинение: «Краткое руководство к познанию изящных искусств, основанных на рисунке». В том же году он представил это сочинение в Императорскую академию наук на соискание премии, учреждённой русским промышленником Павлом Николаевичем Демидовым.
С 31 мая 1837 года по 8 марта 1840 года Лангер служил цензором Санкт-Петербургского цензурного комитета; затем — чиновником особых поручений при Министерстве народного просвещения; с 13 июля 1848 года вновь назначен цензором Санкт-Петербургского цензурного комитета для просмотра периодических изданий. Был известен строгостью и осторожностью; но, разрешив к печати № 15 «Литературной газеты» от 21 февраля 1840 года, где была помещена статья, высмеивающая «Сын Отечества» за резкий отзыв о стихотворении Лермонтова «И скучно и грустно», вынужден был подать в отставку.

## Галерея

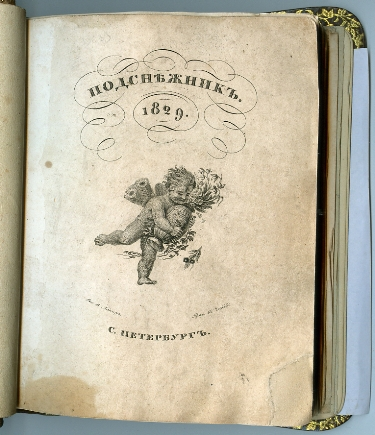
Титульный лист альманаха «Подснежник» на 1829 год, изданного А. А. Дельвигом и О. М. Сомовым. Художник В. Лангер, гравёр И. Ческий
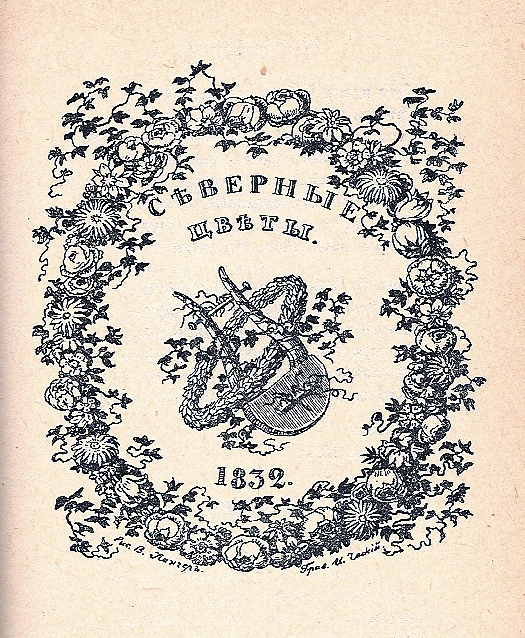
Титульный лист альманаха «Северные цветы» на 1832 год. Художник В. Лангер, гравёр И. Ческий
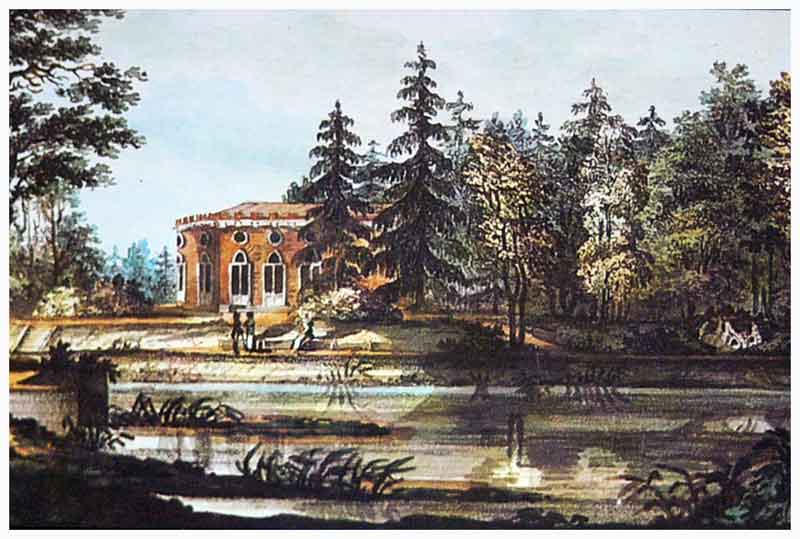
Баболовский дворец. Из серии «Виды Царского Села». 1820. Хромолитография
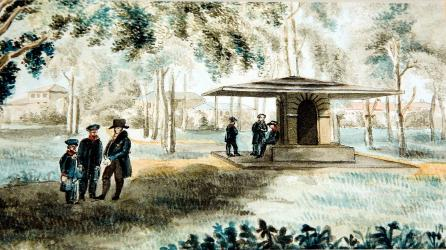
Лицейский садик в Царском Селе, вид «Грибка». Из серии «Виды Царского Села». 1820. Хромолитография
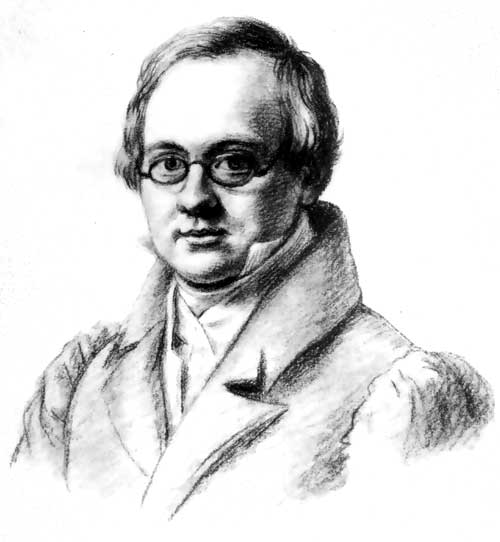
Портрет Антона Дельвига. 1830. Литография
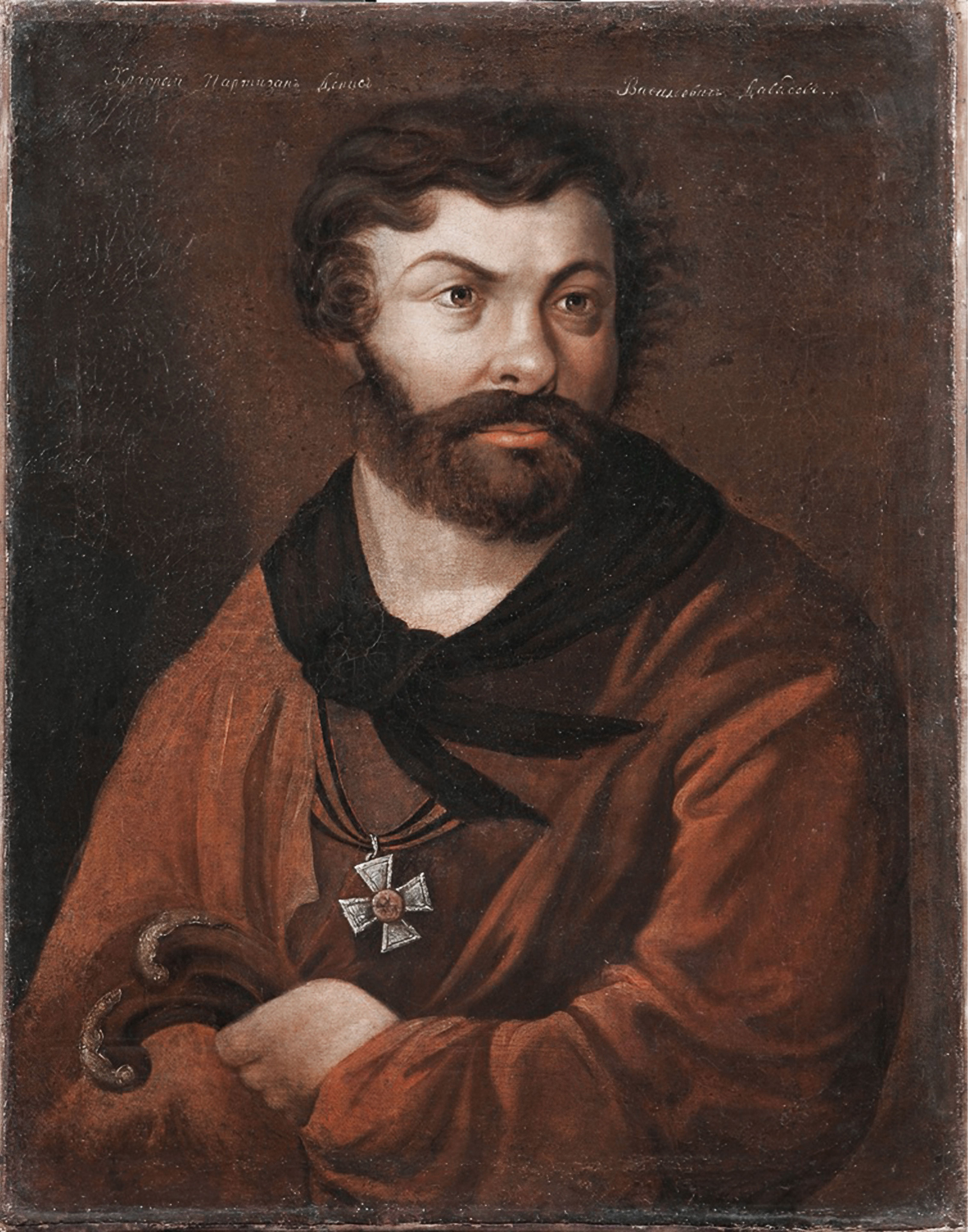
Портрет Д. В. Давыдова. 1820-е. Холст, масло